# Universitas mercatorum mediolanensium
Universitas mercatorum mediolanensium è stata un'organizzazione nata nel XII secolo che raggruppava i mercanti e banchieri milanesi. Vi era anche una sede a Cremona, il cui nome era semplicemente Universitas mercatorum.
L'Universitas mercatorum mediolanensium era retta sui principi dell'autogoverno ed emetteva disposizioni e ordinanze allo scopo di proteggere il mercato e il commercio (interno e con l'estero) da enti e persone esterne all'organizzazione.
Fra le competenze dell'Universitas mercatorum vi era quella della gestione delle strade. Ogni anno erano eletti dodici consules, che nel corso del loro mandato dovevano occuparsi del collaudo delle strade, delimitando gli itinerari ritenuti idonei e sicuri per i fabbisogni del commercio e dei mercanti. Questi erano tenuti ad attenervisi per poter usufruire della tutela dell'Universitas e del rimborso di eventuali danni.
Le Camere di commercio di Milano e Cremona si riallacciano nella loro tradizione all'antica Universitas mercatorum mediolanensium.